# Eleição presidencial nos Estados Unidos em 1888
A eleição presidencial dos Estados Unidos de 1888 foi a vigésima-sexta eleição presidencial do país. Grover Cleveland, o presidente em exercício e um democrata, tentou garantir um segundo mandato contra o candidato republicano Benjamin Harrison, um ex-senador por Indiana. A economia era próspera e a nação estava em paz, mas Cleveland perdeu a reeleição no Colégio Eleitoral, mesmo tendo ganhado uma pluralidade do voto popular por uma margem estreita.
Política tarifária foi o assunto principal na eleição. Harrison tomou o lado de indústriais e operários que queriam manter altas tarifas, enquanto que Cleveland vigorosamente denunciou altas tarifas abusivas para os consumidores. Sua oposição à Guerra Civil e a inflação também fez inimigos entre os veteranos e os agricultores. Por outro lado, ele segurava uma mão forte no Sul e estados de fronteira, e apelou aos republicanos Mugwumps (independentes). Cleveland ganhou mais votos populares do que Harrison só porque os democratas no Sul negaram muitos homens negros ao direito de voto. Harrison varreu quase todo o Norte e Centro-Oeste (perdendo apenas Connecticut e Nova Jersey), mas levou os estados decisivos de Nova Iorque e Indiana para obter uma maioria dos votos eleitorais. Este foi o terceiro das cinco eleições nos Estados Unidos em que o vencedor não vêm em primeiro na votação popular. A primeira foi a eleição de 1824; o segunda ocorreu 12 anos antes de 1888, em 1876; a quarta ocorreria 112 anos depois, no ano de 2000; e a quinta, em 2016.

## Processo eleitoral
A partir de 1832, os candidatos para presidente e vice começaram a ser escolhidos através das Convenções. Os delegados partidários, escolhidos por cada estado para representá-los, escolhem quem será lançado candidato pelo partido. Os eleitores gerais elegem outros "eleitores" que formam o Colégio Eleitoral. A quantidade de "eleitores" por estado varia de acordo com a quantidade populacional do estado. Em quase todos os estados, o vencedor do voto popular leva todos os votos do Colégio Eleitoral.

## Convenções

### Convenção Nacional do Partido União Trabalhista de 1888
A Convenção Nacional do Partido União Trabalhista foi realizada entre 15 e 17 de maio em Cincinnati. O partido foi formado em 1887, em Cincinnati. Foi nomeado Alson Jenness Streeter para candidato presidencial e Samuel Evans para vice. Samuel recusou a indicação e ele foi substituído por Charles R. Cunningham.

### Convenção Nacional doPartido da Proibiçãode 1888
A quinta Convenção Nacional do Partido da Proibição foi realizada entre 30 e 31 de maio em Indianápolis. Havia 1029 delegados presentes. Clinton Bowen Fisk foi indicado como candidato presidencial e John A. Brooks como vice.

### Convenção Nacional doPartido Democratade 1888

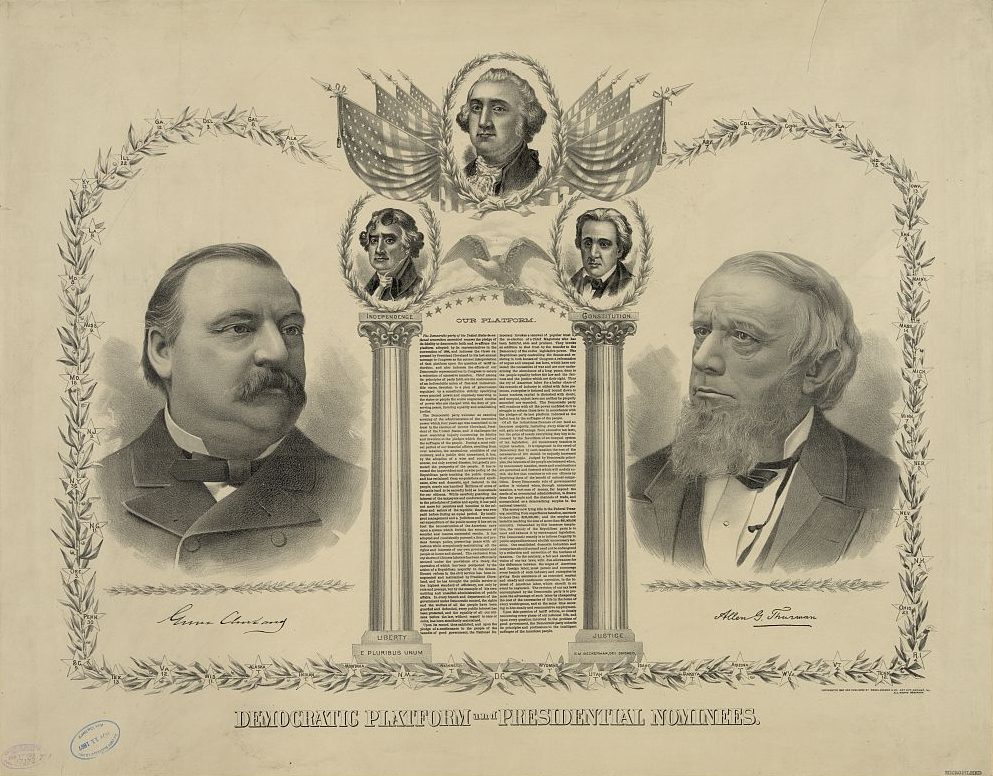
Cartaz Democrata com Cleveland e Thurman.

A Convenção Nacional Democrata foi realizada em St. Louis entre 5 e 7 de junho. O atual presidente Grover Cleveland foi renomeado candidato presidencial por unanimidade, sem uma votação formal. Esta foi a primeira vez que um presidente em exercício Democrata havia sido renomeado desde Martin Van Buren em 1840. Depois de Cleveland ser renomeado, os democratas tiveram que escolher um substituto para Thomas A. Hendricks. Hendricks concorreu sem sucesso como o candidato democrata a vice-presidente em 1876, mas ganhou o ofício quando ele correu novamente com Cleveland em 1884. Hendricks serviu como vice-presidente por apenas oito meses antes de morrer no cargo em 25 de novembro de 1885. O ex-senador Allen G. Thurman foi indicado para vice-presidente sobre Isaac P. Gray, seu rival mais próximo, e John C. Black, que arrastou para trás. Gray perdeu a nomeação para Thurman principalmente porque seus inimigos tinham trazido suas ações enquanto era um Republicano. A plataforma democrata em grande parte limitou-se a uma defesa da administração Cleveland, apoio à redução da tarifa e impostos em geral, bem como a condição de estado para os territórios do oeste.

### Convenção Nacional doPartido Republicanode 1888
Os candidatos republicanos foram o ex-senador Benjamin Harrison; senador John Sherman; o ex-governador de Michigan Russell A. Alger; o ex-secretário do Tesouro Walter P. Gresham; o senador William B. Allison; e Chauncey Depew. A convenção foi realizda entre 19 e 25 de junho em Chicago. James G. Blaine havia se retirado da corrida porque ele acreditava que apenas uma convenção harmoniosa produziria um candidato republicano forte o suficiente para perturbar o atual presidente Cleveland. Depois que ele se retirou, Blaine expressou confiança em Benjamin Harrison e John Sherman. Harrison foi indicado como candidato presidencial na oitava votação. Os republicanos escolheram Harrison por causa de seu histórico de guerra, sua popularidade com os veteranos, sua capacidade de expressar pontos de vista do Partido Republicano e pelo fato da atuação dele em Indiana. Os republicanos esperavam ganhar 15 votos do Colégio Eleitoral de Indiana, que tinha ido para Cleveland na eleição presidencial anterior. Levi P. Morton, um banqueiro de Nova York, foi indicado para vice-presidente sobre William Walter Phelps, seu rival mais próximo.

### Outras convenções de 1888
| Convenções de 1888, exceto a da União Trabalhista, da PRO, da Republicana e Democrata | Convenções de 1888, exceto a da União Trabalhista, da PRO, da Republicana e Democrata | Convenções de 1888, exceto a da União Trabalhista, da PRO, da Republicana e Democrata |
| Local e data                                                                          | Nome da convenção                                                                     | Candidato presidencial                                                                |
| ------------------------------------------------------------------------------------- | ------------------------------------------------------------------------------------- | ------------------------------------------------------------------------------------- |
| Des Moines em 16 de maio                                                              | Convenção Nacional do Partido Direitos Iguais                                         | Belva Ann Lockwood                                                                    |
| Cincinnati entre 15 e 17 de maio                                                      | Convenção Nacional do Partido Trabalho Unido                                          | Robert H. Cowdrey                                                                     |
| Washington DC entre 14 e 15 de agosto                                                 | Convenção Nacional do Partido Americano                                               | James Langdon Curtis                                                                  |

## Resultados
| Candidato presidencial                                           | Partido                                                          | Estado de origem                                                 | Voto popular                                                     | Voto popular                                                     | Colégio Eleitoral | Colégio Eleitoral | Running mate                | Running mate     | Running mate      |
| Candidato presidencial                                           | Partido                                                          | Estado de origem                                                 | Votos                                                            | %                                                                | Votos             | %                 | Candidato vice-presidencial | Estado de origem | Colégio Eleitoral |
| ---------------------------------------------------------------- | ---------------------------------------------------------------- | ---------------------------------------------------------------- | ---------------------------------------------------------------- | ---------------------------------------------------------------- | ----------------- | ----------------- | --------------------------- | ---------------- | ----------------- |
| Benjamin Harrison                                                | Partido Republicano                                              | Ohio                                                             | 5.443.892                                                        | 47,82%                                                           | 233               | 58,1%             | Levi P. Morton              | Vermont          | 233               |
| Grover Cleveland                                                 | Partido Democrata                                                | Nova Jersey                                                      | 5.534.488                                                        | 48,62%                                                           | 168               | 41,9%             | Allen G. Thurman            | Virgínia         | 168               |
| Clinton Fisk                                                     | Partido da Proibição                                             | Nova Iorque                                                      | 249.819                                                          | 2,19%                                                            | 0                 | 0%                | John A. Brooks              | Missouri         | 0                 |
| Alson Streeter                                                   | Partido União Trabalhista                                        | Nova Iorque                                                      | 146.602                                                          | 1,29%                                                            | 0                 | 0%                | Charles Cunningham          | Arkansas         | 0                 |
| Outros                                                           | Outros                                                           | Outros                                                           | 8.519                                                            | 0,07%                                                            | 0                 | 0%                | Outros                      | Outros           | 0                 |
| Total                                                            | Total                                                            | Total                                                            | 11.383.320                                                       | 100%                                                             | 401               |                   |                             |                  | 401               |
| Votos minímos do Colégio Eleitoral de que se precisa para vencer | Votos minímos do Colégio Eleitoral de que se precisa para vencer | Votos minímos do Colégio Eleitoral de que se precisa para vencer | Votos minímos do Colégio Eleitoral de que se precisa para vencer | Votos minímos do Colégio Eleitoral de que se precisa para vencer | 201               |                   |                             |                  | 201               |

Fonte - Voto popular: Colégio Eleitoral: 